# Overtoun House

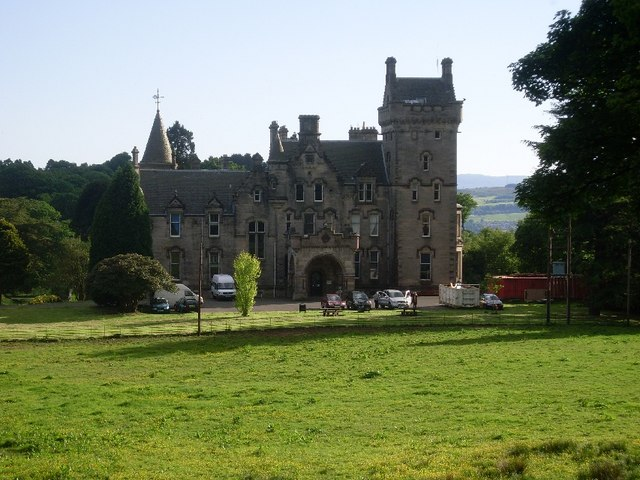
Overtoun House

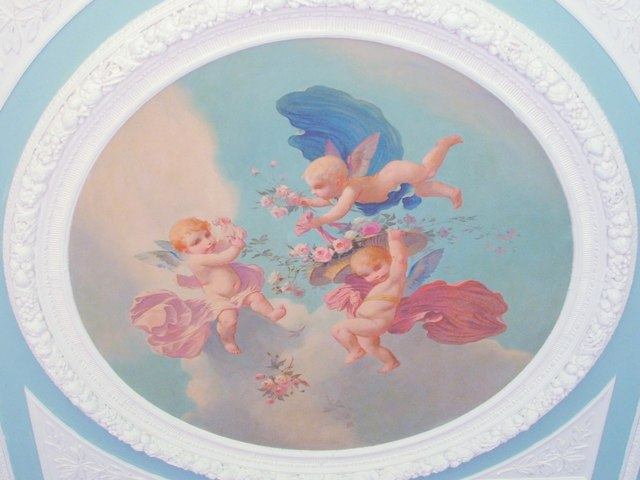
Deckenverzierung im Angel Room

Overtoun House ist ein Herrenhaus nahe der schottischen Stadt Milton in der Council Area West Dunbartonshire. 1971 wurde das Bauwerk in die schottischen Denkmallisten in der höchsten Kategorie A aufgenommen.

## Geschichte
Die Ländereien gehörten zu Beginn des 2. Jahrtausends zu den Besitztümern des Clans Colquhoun. Dieser verkaufte sie im 14. Jahrhundert an eine nicht bekannte Person. Im Jahre 1761 erwarb Gabriel Lang aus Greenock das Anwesen und errichtete dort eine Viehwirtschaft. Im 19. Jahrhundert kaufte der Industrielle James White, der spätere Lord Overtoun aus Rutherglen den Grund und erweiterte die Fläche auf 2000 Acre (rund 800 Hektar). Für das zwischen 1860 und 1863 erbaute Overtoun House wurde der Glasgower Architekt James Smith engagiert. 1939 erwarb die Stadt Dumbarton das Anwesen. Während des Zweiten Weltkriegs beherbergte Overtoun House ein Militärkrankenhaus und blieb bis 1970 ein ziviles Krankenhaus. Nachdem das Herrenhaus in den folgenden Jahren verschiedenen Zwecken diente, ist es seit 2001 an eine christliche Einrichtung verpachtet.

## Beschreibung
Overtoun House liegt isoliert rund 1,5 km nordwestlich von Milton und nordöstlich von Dumbarton. Es ist an einem leichten Hang gebaut und besteht aus zwei- und dreistöckigen Gebäudeteilen mit einem fünfstöckigen Turm mit quadratischem Grundriss. Das asymmetrische, im Stil des Scottish Baronials erbaute Herrenhaus ist äußerst detailreich ausgestaltet. Die Dächer sind mit Schieferschindeln eingedeckt. Sowohl innerhalb des Hauses, als auch in der umgebenden Parkanlage sind Statuen zu finden, darunter zwei marmorne Statuen des römischen Künstlers Giovanni Batista Lombardi und zwei Büsten von John Warrington Wood.

## Overtoun Bridge

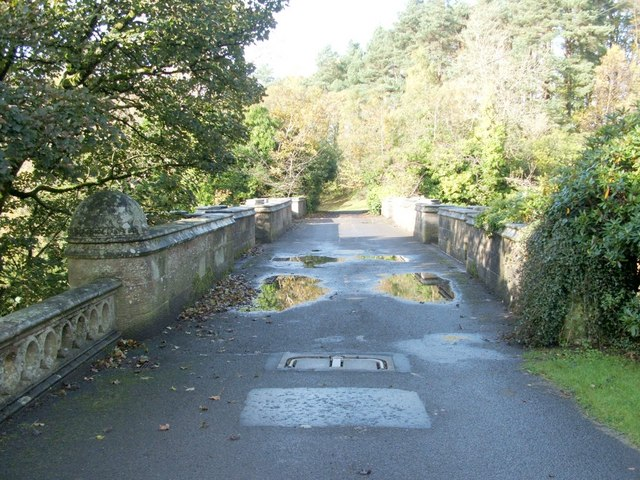
Overtoun Bridge

Die Overtoun Bridge ist eine Brücke auf einem der Zufahrtswege zu Overtoun House (Lage: 55° 57′ 9,6″ N, 4° 31′ 31″ W). Die aus dem Jahre 1895 stammende Granitbrücke über den Bach Overtoun Burn ist als Denkmal der Kategorie B klassifiziert. Von dieser rund 15 m hohen Brücke sprangen häufig Hunde aus zunächst unerklärlichem Antrieb spontan über die Brüstung und verstarben oftmals. So fand dort seit den 1950er Jahren durchschnittlich ein Tier jährlich den Tod; einmal gar fünf Hunde innerhalb eines halben Jahres, weshalb die Brücke als verflucht galt. Auffällig erschien, dass die Tiere großteils an derselben Stelle sprangen, dies stets an sonnigen Tagen stattfand und viele der Tiere lange Schnauzen hatten. Selbst ein Tier, das den Sturz überlebte, versuchte im Rahmen einer Untersuchung am selben Ort wieder über die Brüstung zu springen. 1994 warf ein Mann sein Baby von der Brücke in den Tod, weil er in ihm den Antichristen wähnte. Kurze Zeit später versuchte er sich selbst durch einen Sprung das Leben zu nehmen. Durch umfassende Untersuchungen konnte der Grund für die impulsive Handlung der Hunde schließlich 2006 geklärt werden. Sie reagierten stark auf das Drüsensekret von Nerzen, die unterhalb der Brücke nisteten. Diese Tiere sind erst seit den 1950er Jahren in Schottland heimisch. Ihr Sekret ist nur an sonnigen Tagen in ausreichender Konzentration in der Luft enthalten. Außerdem nisteten auch Mäuse und Eichhörnchen unterhalb des Bauwerks.